# Tokonoma
Tokonoma (床の間 toko-ni-ma) ali samo toko (床) je vgrajen vdrt prostor v sprejemni sobi tradicionalnega japonskega domovanja, kjer so razstavljeni občudovanja vredni umetniški predmeti. Izraz bi lahko prevedli tudi kot niša ali alkova.

## Zgodovina
Tokonoma se je prvič pojavil v poznem obdobju Muromači. V arhitekturnem slogu šo'in tega obdobja se je imenoval ošiita (押板 »potisnjena deska«). Vsebuje prostor na steni, kamor se je obesil zvitek, dvignjen podij, pred katerega se je postavil nek predmet (na primer vaza za rože, svečnik ali kadilo).

## Značilnosti
V niši je pogosto prikazana kaligrafija ali poslikan zvitek in aranžirano cvetje ikebana. Pojavljajo se tudi bonsaji ali okraski okimono, čeprav so bonsaje tradicionalno videli kot preumazane za tako visoko čaščen prostor. Tokonoma in njegova vsebina so bistveni elementi tradicionalnega japonskega notranjega dizajna. Beseda »toko« dobesedno pomeni »tla« ali »postelja«, »ma« pa »prostor, soba«.
Pri posedanju gostov v sobi v japonskem slogu je po bontonu najpomembnejši gost s hrbtom obrnjen proti niši tokonoma. Gre za skromnost, saj naj gostitelj ne bi preveč očitno razkazoval vsebine niše gostu, zato ga je treba posesti tako, da ne gleda proti njej.
Vstopanje v nišo je strogo prepovedano, razen med menjavanjem razstavljenega predmeta, ki mora slediti strogem bontonu.
Podij na eni strani prostora je navadno lesen, posebej pripravljen za priložnost. Lahko je navidez surovo drevesno deblo s še nedotaknjenimi vejami ali kvadratast kos drevesne srčike z zelo ravnim vzorcem. Izbira tega t. i. »toko-bašira« določa stopnjo formalnosti za nišo.